# 39849 Giampieri
39849 Giampieri este un asteroid din centura principală de asteroizi.

## Descriere
39849 Giampieri este un asteroid din centura principală de asteroizi. A fost descoperit pe 13 februarie 1998 la San Marcello Pistoiese de Luciano Tesi și Andrea Boattini. Asteroidul prezintă o orbită caracterizată de o semiaxă mare de 2,31 ua, o excentricitate de 0,08 și o înclinație de 6,3° în raport cu ecliptica.